# Fekete géb
A fekete géb (Gobius niger) a sugarasúszójú halak (Actinopterygii) osztályának sügéralakúak (Perciformes) rendjébe, ezen belül a gébfélék (Gobiidae) családjába és a Gobiinae alcsaládjába tartozó faj.
A Gobius halnem típusfaja.

## Előfordulása
A fekete géb megtalálható az Atlanti-óceán keleti részén, a Balti-, a Földközi- és a Fekete-tengerben. 75 méter mélybe képes lehatolni. Időnként felúszik a folyótorkolatokba és a lagúnákba is. A homokos és iszapos talajokat, valamint a tengerifűvel benőtt részeket kedveli.

## Megjelenése
A hal legnagyobb testhossza 18 centiméter lehet. 32-42, többnyire 35-41 pikkelye van egy hosszanti sorban. Tarkója, alfajok szerint változóan, erősebben vagy gyengébben pikkelyezett. Mellúszóinak felső részén rövid, szabadon álló úszósugarak vannak. Hasúszói szívókoronggá módosultak, a szívókorong lekerekített. A szívókorong a gébfélék családjára jellemző bélyeg.

## Életmódja
A fekete géb fenékhal, amely férgekkel, apró rákokkal, puhatestűekkel és apró halakkal táplálkozik.

## Szaporodása
A Földközi-tengerben március - májusban, a Balti-tengerben május - augusztusban ívik. A hím területvédő és ő építi a fészket egy gödörbe vagy kagylóhéjba. A nászjáték után, megint a hím őrzi és szellőzteti az ikrákat.

## Felhasználása
Ennek a gébfajnak, csak kismértékű a halászata. Főleg az akváriumok számára fognak be belőle.

## Megjelenésük a szépirodalomban
- Könnyed nyelvezetű, mérsékelten tudományos bemutatása olvasható Móra Ferenc Monte-carlói típusok című elbeszélésében (megjelent a Túl a Palánkon című kötetben).